# Brevicoryne
Genre
Brevicoryne est un genre d'insectes de l'ordre des hémiptères (les hémiptères sont caractérisés par leurs deux paires d'ailes dont l'une, en partie cornée, est transformée en hémiélytre), de la famille des Aphididae (pucerons).

## Liste des espèces
- Brevicoryne barbareae Nevsky, 1929
- Brevicoryne brassicae (Linnaeus, 1758) - puceron cendré du chou
- Brevicoryne crambe Bozhko, 1950
- Brevicoryne crambinistataricae Bozhko, 1953